# Kazunori Kataoka
Kazunori Kataoka (japanisch 片岡 一則 Kataoka Kazunori; * 27. November 1950) ist ein japanischer Chemiker am Kawasaki Institute of Industrial Promotion und emeritierter Professor der Universität Tokio. Er ist bekannt für seine Beiträge zur gezielten Freisetzung von Medikamenten-Wirkstoffen zur Chemotherapie oder Gentherapie mittels Mizellen aus Polymeren.

## Leben und Wirken
Kazunori Kataoka erwarb an der Universität Tokio einen Bachelor in Organischer Chemie, 1976 einen Master und 1979 mit der Arbeit Synthesis of functional polymers having amino groups and evaluation of their biomedical properties bei Teiji Tsuruta einen Ph.D. in Polymerchemie. Nach einer Tätigkeit als Forschungsassistent am Institut für Biomedizintechnik der Tokioter Privatuniversität Tokyo Women’s Medical University erhielt Kataoka an dieser Hochschule 1988 eine erste Professur, wechselte aber 1989 auf eine Professur (Associate Professor) am Institut für Werkstofftechnik der Universität Tokio. 1994 erhielt er hier eine ordentliche Professur und 1998 wechselte er auf eine Professur für Biomaterialien an die Graduate School of Engineering, 2004 erhielt er eine zusätzliche Professur für klinische Biotechnologie an der Graduate School of Medicine jeweils der gleichen Universität. 2016 wurde er emeritiert. Gastprofessuren führten Kataoka 1992 und 1996 an die Universität Sorbonne Paris-Nord, 2008 an die Ludwig-Maximilians-Universität München und 2018 an die Polytechnische Universität Harbin.
2016 wurde Kataoka Direktor des Innovation Center of NanoMedicine am Kawasaki Institute of Industrial Promotion. Hier leitet Kataoka gemeinsam mit Hiroaki Kinoh ein Forschungslabor (Stand 2023).
Kataoka hat laut Google Scholar einen h-Index von 164, laut Datenbank Scopus einen von 144 (jeweils Stand September 2023). Aufgrund der Zahl seiner Zitationen zählt ihn das Analyse-Unternehmen Clarivate Analytics seit 2023 zu den Favoriten auf den Gewinn eines Nobelpreises (siehe Clarivate Citation Laureates).

## Auszeichnungen (Auswahl)
- 2012 Humboldt-Forschungspreis[6]
- 2012 Ehrenprofessur der Sichuan-Universität
- 2014 Life-Time Achievement Award des Journal of Drug Targeting[7]
- 2015 Gutenberg Research Award der Johannes Gutenberg-Universität Mainz[8][9]
- 2015 Advanced Materials Laureate der International Association of Advanced Materials[10]
- 2017 Mitglied der National Academy of Engineering[11]
- 2018 Ehrendoktorat der Johannes Gutenberg-Universität Mainz
- 2023 Biomaterials Global Impact Award der Zeitschrift Biomaterials[12][13]